# Бутырский Вал
Буты́рский Вал — улица в Тверском районе Центрального административного округа города Москвы, расположена между Тверской и бывшей Бутырской Заставми (ныне площадь Савёловского Вокзала), часть бывшего Камер-Коллежского вала.

## Название
Улица образовалась во 2-й половине XIX века (под названием Бутырский Камер-Коллежский Вал) на участке Камер-Коллежского вала вблизи Бутырской слободы. В 1922 году название было упрощено до его нынешней формы.

## Расположение
Улица Бутырский Вал начинается от площади Тверская Застава и проходит с юга на север вдоль железнодорожных путей Алексеевской соединительной линии (перегон Москва-Смоленская—Савёловская) до Савёловской эстакады Третьего транспортного кольца. Справа к улице примыкают Заставный переулок, 4-й, 1-й и 2-й Лесные переулки, Приютский переулок, Новолесная улица, Карелин проезд, Угловой переулок и, наконец, сходится с Новослободской улицей непосредственно перед Савёловской эстакадой, которая соединяет её с улицей Нижняя Масловка и улицей Сущёвский Вал.

## Примечательные здания и сооружения

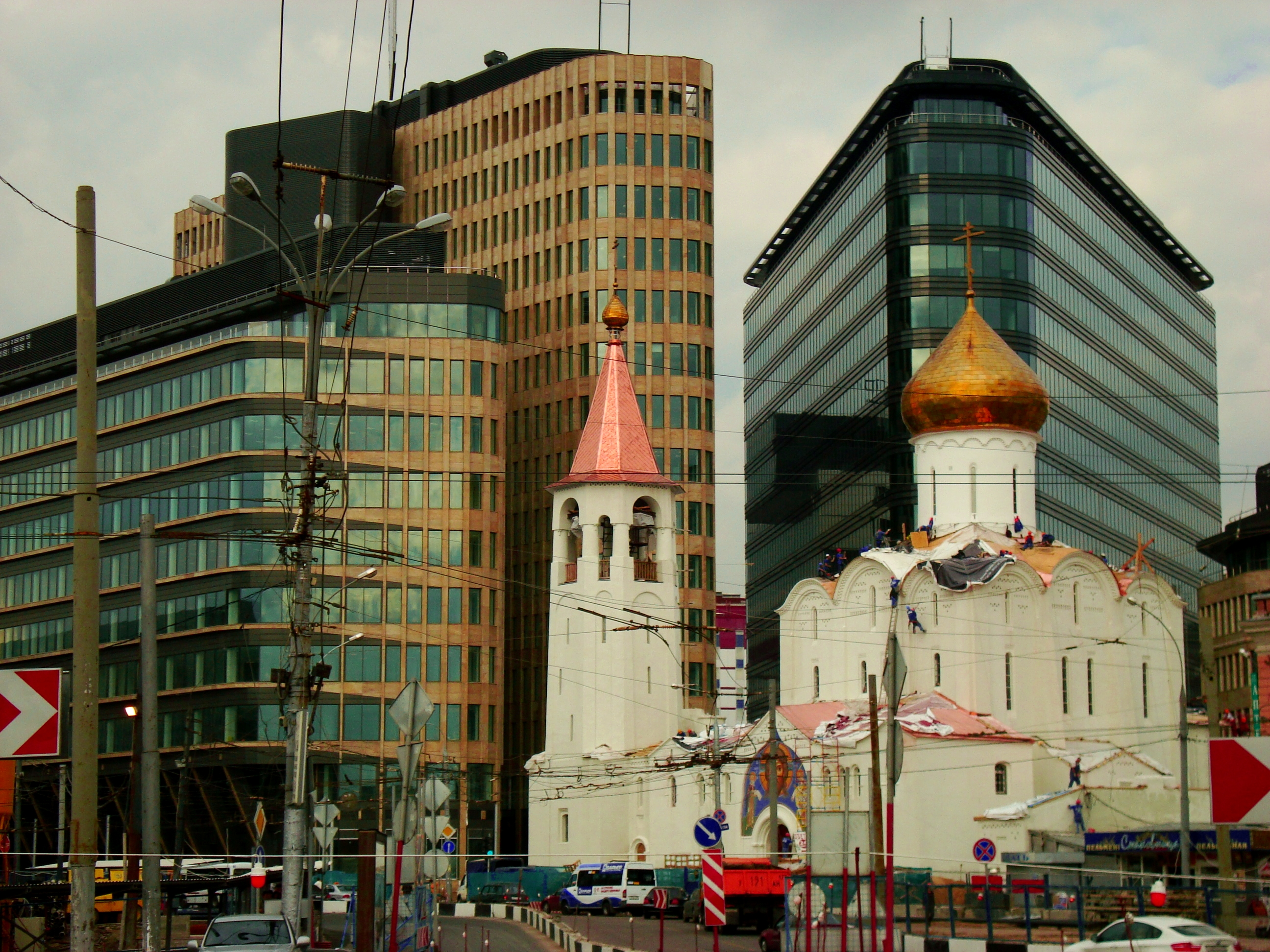
№ 8/3. Храм Николы Чудотворца у Тверской заставы. На заднем плане — PwC и Deloitte

### По нечётной стороне
- № 7 — Савёловский районный суд (районы: Аэропорт, Беговой, Савёловский, Сокол, Хорошёвский).
- № 7, стр. 2 — Департамент государственной защиты имущества МВД России.

### По чётной стороне
- № 2 —«дом купца Шерупенкова» (арх. П. С. Чижиков, 1879)[1]
- № 8/3 — Храм Николы Чудотворца у Тверской заставы.
- № 10 — Бизнес-центр «Белая площадь»
- № 18 — НИИ «Агат»
- № 26 стр. 1, ЗАО «Трансмашхолдинг» (бывший храм святителя Александра патриарха Константинопольского)
- № 50 — жилой дом. Здесь жил актёр Фёдор Чеханков[2].
- № 68/70 — Baker Plaza, реконструирован в 2007 году.

## Транспорт
- Станция метро  Белорусская /  Белорусская — в начале улицы.
- Станция метро  Савёловская и Савёловский вокзал — в конце улицы.
- Автобусы:
  - № т18 (по всей длине улицы).
  - № т56 (до 2018 года — троллейбус № 56) (от 2-й Лесной улицы до Углового переулка и от конца улицы до Новолесной улицы).
  - № т78 (до 2017 года — троллейбус № 78) (от начала улицы до Углового переулка и от конца улицы до Новолесной улицы).